# Clasificación para el Campeonato de Europa Sub-19 de la UEFA 2025
La competición de clasificación para el Campeonato Europeo de la UEFA Sub-19 2025 fue una competición de fútbol masculino sub-19 que determinó los siete equipos que se unirán a la anfitriona automáticamente clasificada, Rumania, en la fase final del campeonato. Los jugadores nacidos a partir del 1 de enero de 2006 son elegibles para participar.
Rusia quedó excluida de participar en el torneo debido a la invasión en curso de Ucrania. Por lo tanto, excluyendo al anfitrión Rumania, 53 equipos participaron en esta competencia clasificatoria, que consta de una ronda clasificatoria que se jugó en octubre-noviembre de 2024, seguida de una ronda élite que se jugó en marzo de 2025.

## Formato
La competición clasificatoria constará de las siguientes dos rondas:
- Ronda de clasificación: Aparte de Portugal, que recibe un pase a la ronda élite como el equipo con el coeficiente de clasificación más alto, los 52 equipos restantes se dividen en 13 grupos de cuatro equipos. Cada grupo se juega en formato de todos contra todos en uno de los equipos seleccionados como anfitriones después del sorteo. Los 13 ganadores de grupo, los 13 subcampeones y el tercer equipo con el mejor récord frente al primer y segundo equipo de su grupo avanzan a la ronda élite.
- Ronda élite: los 28 equipos se dividen en siete grupos de cuatro equipos. Cada grupo se juega en formato de todos contra todos en uno de los equipos seleccionados como anfitriones después del sorteo. Los siete ganadores de grupo se clasifican para el torneo final.[1]

## Sorteo
El sorteo se realizó el 3 de mayo de 2024

## Ronda de clasificación

### Grupo 1
País anfitrión:  Países Bajos
| Equipo           | PJ | PG | PE | PP | GF | GC | Dif | Pts | Clasificación |
| ---------------- | -- | -- | -- | -- | -- | -- | --- | --- | ------------- |
| Países Bajos (H) | 3  | 3  | 0  | 0  | 5  | 0  | +5  | 9   | Ronda élite   |
| Eslovenia        | 3  | 2  | 0  | 1  | 3  | 3  | 0   | 6   | Ronda élite   |
| Kazajistán       | 3  | 1  | 0  | 2  | 3  | 5  | -2  | 3   |               |
| Ucrania          | 3  | 0  | 0  | 3  | 1  | 4  | -3  | 0   |               |

| 13 de noviembre de 2024 | Ucrania                  | 1:2 (0:2) | Kazajistán         | Sportpark Marsdijk, Assen, Países Bajos |                         |
| 19:00                   | - Ponomarenko 62' (pen.) | Reporte   | - 9', 35' Agimanov | Árbitro(s): Ante Čulina                 | Árbitro(s): Ante Čulina |

| 13 de noviembre de 2024 | Eslovenia | 0:2 (0:0) | Países Bajos                         | Stadion De Langeleegte, Veendam, Países Bajos |                            |
| 19:00                   |           | Reporte   | - 68' (a.g.) Topalović - 82' Redmond | Árbitro(s): Jakob Sundberg                    | Árbitro(s): Jakob Sundberg |

| 16 de noviembre de 2024 | Ucrania | 0:1 (0:0) | Eslovenia     | Stadion De Langeleegte, Veendam, Países Bajos |                                |
| 12:00                   |         | Reporte   | - 49' Pejičić | Árbitro(s): Radoslav Gidzhenov                | Árbitro(s): Radoslav Gidzhenov |

| 16 de noviembre de 2024 | Países Bajos                  | 2:0 (1:0) | Kazajistán | Sportpark Marsdijk, Assen, Países Bajos |                         |
| 16:00                   | - Konadu 3' (pen.) - Read 53' | Reporte   |            | Árbitro(s): Ante Čulina                 | Árbitro(s): Ante Čulina |

| 19 de noviembre de 2024 | Países Bajos | 1:0 (1:0) | Ucrania | Stadion De Langeleegte, Veendam, Países Bajos |                            |
| 19:00                   | - Sliti 39'  | Reporte   |         | Árbitro(s): Jakob Sundberg                    | Árbitro(s): Jakob Sundberg |

| 19 de noviembre de 2024 | Kazajistán        | 1:2 (0:1) | Eslovenia            | Sportpark Marsdijk, Assen, Países Bajos |                                |
| 19:00                   | - Sarsenbayev 76' | Reporte   | - 21', 48' Topalović | Árbitro(s): Radoslav Gidzhenov          | Árbitro(s): Radoslav Gidzhenov |

### Grupo 2
País anfitrión:  Andorra
| Equipo      | PJ | PG | PE | PP | GF | GC | Dif | Pts | Clasificación |
| ----------- | -- | -- | -- | -- | -- | -- | --- | --- | ------------- |
| Alemania    | 3  | 3  | 0  | 0  | 7  | 2  | +5  | 9   | Ronda élite   |
| Hungría     | 3  | 2  | 0  | 1  | 5  | 3  | +2  | 6   | Ronda élite   |
| Chipre      | 3  | 1  | 0  | 2  | 3  | 6  | -3  | 3   |               |
| Andorra (H) | 3  | 0  | 0  | 3  | 0  | 4  | -4  | 0   |               |

| 12 de noviembre de 2024 | Chipre         | 1:3 (1:1) | Hungría                                    | Centre de entrenamiento de la FAF, Andorra la Vieja, Andorra |                             |
| 15:00                   | - Juliou 45+5' | Reporte   | - 21' Németh - 51' Vidnyánszky - 65' Varga | Árbitro(s): Amine Kourgheli                                  | Árbitro(s): Amine Kourgheli |

| 12 de noviembre de 2024 | Alemania                         | 2:0 (1:0) | Andorra | Centre de entrenamiento de la FAF, Andorra la Vieja, Andorra |                             |
| 19:00                   | - Ramsak 8' - Brunner 55' (pen.) | Reporte   |         | Árbitro(s): Sayat Karabayev                                  | Árbitro(s): Sayat Karabayev |

| 15 de noviembre de 2024 | Alemania                                       | 3:1 (2:0) | Chipre             | Centre de entrenamiento de la FAF, Andorra la Vieja, Andorra |                            |
| 15:00                   | - Brunner 29' (pen.), 57' - Darvich 38' (pen.) | Reporte   | - 72' Poursaitides | Árbitro(s): Jamie Robinson                                   | Árbitro(s): Jamie Robinson |

| 15 de noviembre de 2024 | Hungría      | 1:0 (0:0) | Andorra | Centre de entrenamiento de la FAF, Andorra la Vieja, Andorra |                             |
| 19:00                   | - Németh 82' | Reporte   |         | Árbitro(s): Sayat Karabayev                                  | Árbitro(s): Sayat Karabayev |

| 18 de noviembre de 2024 | Hungría            | 1:2 (1:0) | Alemania                   | Centre de entrenamiento de la FAF, Andorra la Vieja, Andorra |                             |
| 19:00                   | - Simon 44' (pen.) | Reporte   | - 75' Ramsak - 78' Brunner | Árbitro(s): Amine Kourgheli                                  | Árbitro(s): Amine Kourgheli |

| 18 de noviembre de 2024 | Andorra | 0:1 (0:1) | Chipre        | Estadio Nacional de Andorra, Andorra la Vieja, Andorra |                            |
| 19:00                   |         | Reporte   | - 7' Nikolaou | Árbitro(s): Jamie Robinson                             | Árbitro(s): Jamie Robinson |

### Grupo 3
País anfitrión:  Bulgaria
| Equipo       | PJ | PG | PE | PP | GF | GC | Dif | Pts | Clasificación |
| ------------ | -- | -- | -- | -- | -- | -- | --- | --- | ------------- |
| Inglaterra   | 3  | 2  | 1  | 0  | 3  | 1  | +2  | 7   | Ronda élite   |
| Bélgica      | 3  | 1  | 2  | 0  | 5  | 2  | +3  | 5   | Ronda élite   |
| Bulgaria (H) | 3  | 1  | 1  | 1  | 4  | 3  | +1  | 4   |               |
| Lituania     | 3  | 0  | 0  | 3  | 1  | 7  | -6  | 0   |               |

| 13 de noviembre de 2024 | Inglaterra   | 1:0 (1:0) | Lituania | Estadio Beroe, Stara Zagora, Bulgaria |                                |
| 12:00                   | - Nwaneri 7' | Reporte   |          | Árbitro(s): Viktor Kopiievskyi        | Árbitro(s): Viktor Kopiievskyi |

| 13 de noviembre de 2024 | Bulgaria    | 1:1 (1:0) | Bélgica    | Estadio Lokomotiv, Plovdiv, Bulgaria |                                 |
| 13:30                   | - Gigov 16' | Reporte   | - 84' Furo | Árbitro(s): Sander van der Eijk      | Árbitro(s): Sander van der Eijk |

| 16 de noviembre de 2024 | Bélgica                                                | 4:1 (1:0) | Lituania         | Estadio Beroe, Stara Zagora, Bulgaria |                           |
| 12:00                   | - Da Costa 3' - De Meyer 61' - Furo 76' - Goemaere 89' | Reporte   | - 63' Jančauskas | Árbitro(s): Antoni Bandić             | Árbitro(s): Antoni Bandić |

| 16 de noviembre de 2024 | Inglaterra                 | 2:1 (2:1) | Bulgaria     | Estadio Lokomotiv, Plovdiv, Bulgaria |                                |
| 13:30                   | - Nwaneri 27' - Orford 45' | Reporte   | - 5' Raychev | Árbitro(s): Viktor Kopiievskyi       | Árbitro(s): Viktor Kopiievskyi |

| 19 de noviembre de 2024 | Bélgica | 0:0     | Inglaterra | Estadio Lokomotiv, Plovdiv, Bulgaria |                                 |
| 13:00                   |         | Reporte |            | Árbitro(s): Sander van der Eijk      | Árbitro(s): Sander van der Eijk |

| 19 de noviembre de 2024 | Lituania | 0:2 (0:1) | Bulgaria         | Estadio Beroe, Stara Zagora, Bulgaria |                           |
| 14:00                   |          | Reporte   | - 29', 55' Gigov | Árbitro(s): Antoni Bandić             | Árbitro(s): Antoni Bandić |

### Grupo 4
País anfitrión:  Polonia
| Equipo      | PJ | PG | PE | PP | GF | GC | Dif | Pts | Clasificación |
| ----------- | -- | -- | -- | -- | -- | -- | --- | --- | ------------- |
| Polonia (H) | 3  | 3  | 0  | 0  | 13 | 0  | +13 | 9   | Ronda élite   |
| Turquía     | 3  | 2  | 0  | 1  | 9  | 3  | +6  | 6   | Ronda élite   |
| Malta       | 3  | 1  | 0  | 2  | 2  | 9  | -7  | 3   |               |
| Gibraltar   | 3  | 0  | 0  | 3  | 1  | 13 | -12 | 0   |               |

| 9 de octubre de 2024 | Turquía                                                                     | 7:0 (3:0) | Gibraltar | Estadio MOSiR de Mielec, Mielec, Polonia |                           |
| 12:00                | - Akçiçek 14' - Dilek 24', 48' - Vural 37' - Gürpüz 46', 55' - Usluoğlu 69' | Reporte   |           | Árbitro(s): Miloš Gigovic                | Árbitro(s): Miloš Gigovic |

| 9 de octubre de 2024 | Malta | 0:6 (0:2) | Polonia                                                                    | Estadio MOSiR de Mielec, Mielec, Polonia |                              |
| 18:00                |       | Reporte   | - 30', 45', 62' Mikołajewski - 59' Orlikowski - 82' Rybak - 85' Nowakowski | Árbitro(s): Granit Maqedonci             | Árbitro(s): Granit Maqedonci |

| 12 de octubre de 2024 | Turquía                 | 2:0 (0:0) | Malta | Podkarpackie Centrum Piłki Nożnej, Stalowa Wola, Polonia |                             |
| 12:00                 | - Avcı 49' - Gürpüz 54' | Reporte   |       | Árbitro(s): Jasper Vergoote                              | Árbitro(s): Jasper Vergoote |

| 12 de octubre de 2024 | Polonia                                                    | 4:0 (2:0) | Gibraltar | Podkarpackie Centrum Piłki Nożnej, Stalowa Wola, Polonia |                           |
| 18:00                 | - Szala 10' - Nowakowski 33' - Kądziołka 53' - Paryzek 76' | Reporte   |           | Árbitro(s): Miloš Gigovic                                | Árbitro(s): Miloš Gigovic |

| 15 de octubre de 2024 | Polonia                                             | 3:0 (1:0) | Turquía | Podkarpackie Centrum Piłki Nożnej, Stalowa Wola, Polonia |                             |
| 13:00                 | - Mikołajewski 39', 78' (pen.) - Borys 90+1' (pen.) | Reporte   |         | Árbitro(s): Jasper Vergoote                              | Árbitro(s): Jasper Vergoote |

| 15 de octubre de 2024 | Gibraltar              | 1:2 (0:1) | Malta                            | Estadio MOSiR de Mielec, Mielec, Polonia |                              |
| 13:00                 | - Chipolina 53' (pen.) | Reporte   | - 18' Melillo - 73' (pen.) Agius | Árbitro(s): Granit Maqedonci             | Árbitro(s): Granit Maqedonci |

### Grupo 5
País anfitrión:  Escocia
| Equipo        | PJ | PG | PE | PP | GF | GC | Dif | Pts | Clasificación |
| ------------- | -- | -- | -- | -- | -- | -- | --- | --- | ------------- |
| Francia       | 3  | 2  | 1  | 0  | 9  | 1  | +8  | 7   | Ronda élite   |
| Gales         | 3  | 2  | 0  | 1  | 7  | 2  | +5  | 6   | Ronda élite   |
| Escocia (H)   | 3  | 1  | 1  | 1  | 4  | 1  | +3  | 4   |               |
| Liechtenstein | 3  | 0  | 0  | 3  | 0  | 16 | -16 | 0   |               |

| 13 de noviembre de 2024 | Gales           | 1:0 (1:0) | Escocia | Forthbank Stadium, Stirling, Escocia |                       |
| 16:00                   | - Biancheri 18' | Reporte   |         | Árbitro(s): Snir Levy                | Árbitro(s): Snir Levy |

| 13 de noviembre de 2024 | Francia                                                                                   | 7:0 (3:0) | Liechtenstein | Dumbarton Football Stadium, Dumbarton, Escocia |                                   |
| 20:30                   | - Cabral 17', 36' - Milliner 44' - Weissenhofer 71' (a.g.) - Gomis 76', 90+1' - Sylla 78' | Reporte   |               | Árbitro(s): Helgi Mikael Jónasson              | Árbitro(s): Helgi Mikael Jónasson |

| 16 de noviembre de 2024 | Escocia                                        | 4:0 (2:0) | Liechtenstein | Cappielow Park, Greenock, Escocia |                                   |
| 16:00                   | - Bavidge 6', 90+3' - MacLeod 39' - Watret 85' | Reporte   |               | Árbitro(s): Helgi Mikael Jónasson | Árbitro(s): Helgi Mikael Jónasson |

| 16 de noviembre de 2024 | Francia                 | 2:1 (1:1) | Gales         | Forthbank Stadium, Stirling, Escocia |                               |
| 20:30                   | - Bamba 33' - Gomis 59' | Reporte   | - 29' Bostock | Árbitro(s): Menelaos Antoniou        | Árbitro(s): Menelaos Antoniou |

| 19 de noviembre de 2024 | Liechtenstein | 0:5 (0:2) | Gales                                                            | Estadio Falkirk, Falkirk, Escocia |                       |
| 16:00                   |               | Reporte   | - 9' (a.g.) Abidi - 37' Andrews - 69', 75' (pen.), 79' Biancheri | Árbitro(s): Snir Levy             | Árbitro(s): Snir Levy |

| 19 de noviembre de 2024 | Escocia | 0:0     | Francia | Estadio Falkirk, Falkirk, Escocia |                               |
| 20:30                   |         | Reporte |         | Árbitro(s): Menelaos Antoniou     | Árbitro(s): Menelaos Antoniou |

### Grupo 6
País anfitrión:  Finlandia
| Equipo          | PJ | PG | PE | PP | GF | GC | Dif | Pts | Clasificación |
| --------------- | -- | -- | -- | -- | -- | -- | --- | --- | ------------- |
| República Checa | 3  | 2  | 0  | 1  | 5  | 3  | +2  | 6   | Ronda élite   |
| Finlandia (H)   | 3  | 2  | 0  | 1  | 8  | 3  | +5  | 6   | Ronda élite   |
| Suiza           | 3  | 2  | 0  | 1  | 5  | 1  | +4  | 6   |               |
| San Marino      | 3  | 0  | 0  | 3  | 0  | 11 | -11 | 0   |               |

| 9 de octubre de 2024 | República Checa             | 2:0 (0:0) | San Marino | Myyrmäen jalkapallostadion, Vantaa, Finlandia |                           |
| 12:00                | - Konečný 82' - Pikolon 89' | Reporte   |            | Árbitro(s): Bulat Sariyev                     | Árbitro(s): Bulat Sariyev |

| 9 de octubre de 2024 | Suiza | 0:1 (0:0) | Finlandia  | Myyrmäen jalkapallostadion, Vantaa, Finlandia |                                 |
| 17:00                |       | Reporte   | - 75' Ezeh | Árbitro(s): Ashot Ghaltakhchyan               | Árbitro(s): Ashot Ghaltakhchyan |

| 12 de octubre de 2024 | Finlandia                                        | 5:0 (1:0) | San Marino | Järvenpään Keskuskenttä, Järvenpää, Finlandia |                           |
| 12:00                 | - Helén 22', 46' - Paananen 59', 87' - Nzoko 75' | Reporte   |            | Árbitro(s): Bulat Sariyev                     | Árbitro(s): Bulat Sariyev |

| 12 de octubre de 2024 | República Checa | 0:1 (0:1) | Suiza        | Järvenpään Keskuskenttä, Järvenpää, Finlandia |                             |
| 17:00                 |                 | Reporte   | - 35' Tsimba | Árbitro(s): Ishmael Barbara                   | Árbitro(s): Ishmael Barbara |

| 15 de octubre de 2024 | Finlandia                | 2:3 (2:1) | República Checa                         | Myyrmäen jalkapallostadion, Vantaa, Finlandia |                             |
| 12:00                 | - Mentu 34' - Ezeh 45+1' | Reporte   | - 18' Pikolon - 47' Hranoš - 63' Tošnar | Árbitro(s): Ishmael Barbara                   | Árbitro(s): Ishmael Barbara |

| 15 de octubre de 2024 | San Marino | 0:4 (0:4) | Suiza                                                | Järvenpään Keskuskenttä, Järvenpää, Finlandia |                                 |
| 12:00                 |            | Reporte   | - 16', 35' Derbaci - 27' (pen.) Romano - 37' Parente | Árbitro(s): Ashot Ghaltakhchyan               | Árbitro(s): Ashot Ghaltakhchyan |

### Grupo 7
País anfitrión:  Moldavia
| Equipo       | PJ | PG | PE | PP | GF | GC | Dif | Pts | Clasificación |
| ------------ | -- | -- | -- | -- | -- | -- | --- | --- | ------------- |
| Irlanda      | 3  | 2  | 1  | 0  | 6  | 1  | +5  | 7   | Ronda élite   |
| Islandia     | 3  | 2  | 0  | 1  | 4  | 2  | +2  | 6   | Ronda élite   |
| Moldavia (H) | 3  | 0  | 2  | 1  | 2  | 3  | -1  | 2   |               |
| Azerbaiyán   | 3  | 0  | 1  | 2  | 2  | 8  | -6  | 1   |               |

| 13 de noviembre de 2024 | Azerbaiyán | 0:2 (0:1) | Islandia               | Zimbru-2 Stadium, Chişinău, Moldavia |                             |
| 11:00                   |            | Reporte   | - 26', 89' Johannessen | Árbitro(s): David Dickinson          | Árbitro(s): David Dickinson |

| 13 de noviembre de 2024 | Irlanda | 0:0     | Moldavia | Estadio Central Nisporeni, Nisporeni, Moldavia |                        |
| 13:00                   |         | Reporte |          | Árbitro(s): Jan Petrik                         | Árbitro(s): Jan Petrik |

| 16 de noviembre de 2024 | Irlanda                                           | 4:0 (1:0) | Azerbaiyán | Zimbru-2 Stadium, Chişinău, Moldavia |                             |
| 11:00                   | - Okosun 7' - Ochoa 51' - Ashbee 70' - Dillon 78' | Reporte   |            | Árbitro(s): Miloš Milanović          | Árbitro(s): Miloš Milanović |

| 16 de noviembre de 2024 | Islandia              | 1:0 (1:0) | Moldavia | Estadio Zimbru, Chisináu, Moldavia |                        |
| 13:00                   | - Obîscalov 9' (a.g.) | Reporte   |          | Árbitro(s): Jan Petrik             | Árbitro(s): Jan Petrik |

| 19 de noviembre de 2024 | Islandia                 | 1:2 (0:1) | Irlanda                           | Zimbru-2 Stadium, Chişinău, Moldavia |                             |
| 12:00                   | - Jóhannesson 55' (pen.) | Reporte   | - 8' (a.g.) Stefánsson - 69' Razi | Árbitro(s): Miloš Milanović          | Árbitro(s): Miloš Milanović |

| 19 de noviembre de 2024 | Moldavia                 | 2:2 (0:2) | Azerbaiyán           | Estadio Zimbru, Chisináu, Moldavia |                             |
| 12:00                   | - Sula 55' - David 90+7' | Reporte   | - 15', 45+1' Nazarli | Árbitro(s): David Dickinson        | Árbitro(s): David Dickinson |

### Grupo 8
País anfitrión:  Grecia
| Equipo               | PJ | PG | PE | PP | GF | GC | Dif | Pts | Clasificación |
| -------------------- | -- | -- | -- | -- | -- | -- | --- | --- | ------------- |
| Italia               | 3  | 3  | 0  | 0  | 7  | 0  | +7  | 9   | Ronda élite   |
| Montenegro           | 3  | 2  | 0  | 1  | 6  | 5  | +1  | 6   | Ronda élite   |
| Grecia (H)           | 3  | 1  | 0  | 2  | 5  | 6  | -1  | 3   |               |
| Bosnia y Herzegovina | 3  | 0  | 0  | 3  | 4  | 11 | -7  | 0   |               |

| 13 de noviembre de 2024 | Italia                                   | 3:0 (2:0) | Montenegro | Estadio Municipal, Arjanes, Grecia |                               |
| 12:00                   | - Mannini 23' - Ekhator 45' - Riccio 61' | Reporte   |            | Árbitro(s): Henrik Nalbandyan      | Árbitro(s): Henrik Nalbandyan |

| 13 de noviembre de 2024 | Bosnia y Herzegovina             | 2:5 (1:3) | Grecia                                                                           | Estadio Theodoros Vardinogiannis, Heraklion, Grecia |                        |
| 13:30                   | - Alajbegović 25' - Marčetić 80' | Reporte   | - 5' Panagakos - 12' (pen.) Mythou - 16' Bregou - 55' Polykratis - 78' Chatsidis | Árbitro(s): Alan Kijas                              | Árbitro(s): Alan Kijas |

| 16 de noviembre de 2024 | Italia                          | 3:0 (3:0) | Bosnia y Herzegovina | Estadio Municipal, Arjanes, Grecia |                         |
| 12:00                   | - Camarda 4' - Mannini 11', 26' | Reporte   |                      | Árbitro(s): Joni Hyytiä            | Árbitro(s): Joni Hyytiä |

| 16 de noviembre de 2024 | Grecia | 0:3 (0:0) | Montenegro                                       | Estadio Theodoros Vardinogiannis, Heraklion, Grecia |                        |
| 13:30                   |        | Reporte   | - 60' Perović - 82' (pen.) Bulatović - 90' Tadić | Árbitro(s): Alan Kijas                              | Árbitro(s): Alan Kijas |

| 19 de noviembre de 2024 | Grecia | 0:1 (0:0) | Italia               | Estadio Theodoros Vardinogiannis, Heraklion, Grecia |                               |
| 13:30                   |        | Reporte   | - 87' (pen.) Camarda | Árbitro(s): Henrik Nalbandyan                       | Árbitro(s): Henrik Nalbandyan |

| 19 de noviembre de 2024 | Montenegro                           | 3:2 (2:0) | Bosnia y Herzegovina                       | Estadio Municipal, Arjanes, Grecia |                         |
| 13:30                   | - Vukanić 2' - Camaj 5' - Kostić 88' | Reporte   | - 66' (pen.) Alajbegović - 78' Muharemović | Árbitro(s): Joni Hyytiä            | Árbitro(s): Joni Hyytiä |

### Grupo 9
País anfitrión:  Suecia
| Equipo     | PJ | PG | PE | PP | GF | GC | Dif | Pts | Clasificación |
| ---------- | -- | -- | -- | -- | -- | -- | --- | --- | ------------- |
| Noruega    | 3  | 3  | 0  | 0  | 7  | 4  | +3  | 9   | Ronda élite   |
| Georgia    | 3  | 1  | 1  | 1  | 5  | 5  | 0   | 4   | Ronda élite   |
| Estonia    | 3  | 1  | 1  | 1  | 4  | 4  | 0   | 4   |               |
| Suecia (H) | 3  | 0  | 0  | 3  | 3  | 6  | -3  | 0   |               |

| 13 de noviembre de 2024 | Noruega                                    | 2:1 (0:1) | Estonia    | Borås Arena, Borås, Suecia |                          |
| 13:00                   | - Spiten-Nysæter 68' - Nyheim 90+2' (pen.) | Reporte   | - 44' Siht | Árbitro(s): David Fuxman   | Árbitro(s): David Fuxman |

| 13 de noviembre de 2024 | Georgia                              | 2:1 (0:1) | Suecia          | Borås Arena, Borås, Suecia    |                               |
| 18:00                   | - Nikolaishvili 70' - Geguchadze 88' | Reporte   | - 30' Sernelius | Árbitro(s): Mervan Bejtullahu | Árbitro(s): Mervan Bejtullahu |

| 16 de noviembre de 2024 | Noruega                                          | 3:2 (2:0) | Georgia                    | Borås Arena, Borås, Suecia    |                               |
| 13:00                   | - Nyhammer 23' - Ekorness 39' - Reitan-Sunde 86' | Reporte   | - 48' Salia - 76' Gogsadze | Árbitro(s): Mervan Bejtullahu | Árbitro(s): Mervan Bejtullahu |

| 16 de noviembre de 2024 | Suecia          | 1:2 (1:2) | Estonia                     | Borås Arena, Borås, Suecia |                            |
| 18:00                   | - Pihlström 10' | Reporte   | - 35' Siht - 42' Kalimullin | Árbitro(s): Lothar D'hondt | Árbitro(s): Lothar D'hondt |

| 19 de noviembre de 2024 | Suecia            | 1:2 (0:0) | Noruega                              | Borås Arena, Borås, Suecia |                          |
| 18:00                   | - Sernelius 90+2' | Reporte   | - 72' (a.g.) Sernelius - 81' Rønning | Árbitro(s): David Fuxman   | Árbitro(s): David Fuxman |

| 19 de noviembre de 2024 | Estonia                 | 1:1 (1:1) | Georgia             | Bravida Arena, Gotemburgo, Suecia |                            |
| 18:00                   | - Kalimullin 17' (pen.) | Reporte   | - 41' (a.g.) Pihela | Árbitro(s): Lothar D'hondt        | Árbitro(s): Lothar D'hondt |

### Grupo 10
País anfitrión:  Kosovo
| Equipo      | PJ | PG | PE | PP | GF | GC | Dif | Pts | Clasificación |
| ----------- | -- | -- | -- | -- | -- | -- | --- | --- | ------------- |
| Austria     | 3  | 2  | 0  | 1  | 8  | 1  | +7  | 6   | Ronda élite   |
| España      | 3  | 2  | 0  | 1  | 7  | 4  | +3  | 6   | Ronda élite   |
| Kosovo (H)  | 3  | 2  | 0  | 1  | 6  | 7  | -1  | 6   |               |
| Islas Feroe | 3  | 0  | 0  | 3  | 0  | 9  | -9  | 0   |               |

| 13 de noviembre de 2024 | España                                          | 3:0 (1:0) | Islas Feroe | Estadio Zahir Pajaziti, Podujevo, Kosovo |                           |
| 12:00                   | - Cordero 29' - Jónsson 53' (a.g.) - Janneh 79' | Reporte   |             | Árbitro(s): Michal Očenáš                | Árbitro(s): Michal Očenáš |

| 13 de noviembre de 2024 | Kosovo | 0:4 (0:1) | Austria                                            | Estadio Fadil Vokrri, Pristina, Kosovo |                                       |
| 15:00                   |        | Reporte   | - 9', 65' Verhounig - 73' Grgic - 80' Adejenughure | Árbitro(s): Oghenetejiri Adejenughure  | Árbitro(s): Oghenetejiri Adejenughure |

| 16 de noviembre de 2024 | Austria                                                       | 4:0 (1:0) | Islas Feroe | Estadio Zahir Pajaziti, Podujevo, Kosovo |                           |
| 12:00                   | - Verhounig 19' - Grgic 64' - Adejenughure 67' - Živković 83' | Reporte   |             | Árbitro(s): Michal Očenáš                | Árbitro(s): Michal Očenáš |

| 16 de noviembre de 2024 | España                               | 3:4 (2:3) | Kosovo                                                            | Estadio Fadil Vokrri, Pristina, Kosovo |                            |
| 15:00                   | - Prim 14' - Marcos 26' - Janneh 47' | Reporte   | - 28' Gerbovci - 34' Gashi - 41' (a.g.) Jiménez - 90+3' Gashijani | Árbitro(s): Oliver Reitala             | Árbitro(s): Oliver Reitala |

| 19 de noviembre de 2024 | Austria | 0:1 (0:0) | España       | Estadio Zahir Pajaziti, Podujevo, Kosovo |                         |
| 12:00                   |         | Reporte   | - 90' García | Árbitro(s): David Šmajc                  | Árbitro(s): David Šmajc |

| 19 de noviembre de 2024 | Islas Feroe | 0:2 (0:1) | Kosovo                      | Estadio Fadil Vokrri, Pristina, Kosovo |                           |
| 15:00                   |             | Reporte   | - 31' Gerbovci - 52' Bujupi | Árbitro(s): Michal Očenáš              | Árbitro(s): Michal Očenáš |

### Grupo 11
País anfitrión:  Albania
| Equipo            | PJ | PG | PE | PP | GF | GC | Dif | Pts | Clasificación |
| ----------------- | -- | -- | -- | -- | -- | -- | --- | --- | ------------- |
| Dinamarca         | 3  | 3  | 0  | 0  | 8  | 2  | +6  | 9   | Ronda élite   |
| Israel            | 3  | 2  | 0  | 1  | 11 | 4  | +7  | 6   | Ronda élite   |
| Irlanda del Norte | 3  | 1  | 0  | 2  | 2  | 7  | -5  | 3   |               |
| Albania (H)       | 3  | 0  | 0  | 3  | 0  | 8  | -8  | 0   |               |

| 13 de noviembre de 2024 | Irlanda del Norte | 0:4 (0:4) | Dinamarca                                              | Estadio Niko Dovana, Durrës, Albania |                          |
| 12:00                   |                   | Reporte   | - 18', 26' Gogorza - 21' Schwartau - 32' Juul-Sandberg | Árbitro(s): Martin Dohal             | Árbitro(s): Martin Dohal |

| 13 de noviembre de 2024 | Israel                                                                  | 6:0 (3:0) | Albania | Elbasan Arena, Elbasan, Albania |                                 |
| 14:00                   | - Zoabi 4' - Hazan 18', 55' (pen.) - Khalaili 28' - Oli 52' - Magor 75' | Reporte   |         | Árbitro(s): Oleksii Derevinskyi | Árbitro(s): Oleksii Derevinskyi |

| 16 de noviembre de 2024 | Israel                               | 3:1 (1:0) | Irlanda del Norte | Estadio Niko Dovana, Durrës, Albania |                          |
| 12:00                   | - Tishler 6' - Hazan 52' - Ranon 83' | Reporte   | - 77' Orr         | Árbitro(s): Martin Dohal             | Árbitro(s): Martin Dohal |

| 16 de noviembre de 2024 | Dinamarca    | 1:0 (1:0) | Albania | Elbasan Arena, Elbasan, Albania |                              |
| 14:00                   | - Jensen 37' | Reporte   |         | Árbitro(s): Joonas Jaanovits    | Árbitro(s): Joonas Jaanovits |

| 19 de noviembre de 2024 | Dinamarca                                          | 3:2 (2:0) | Israel                     | Football House Albania, Tirana, Albania |                                 |
| 15:00                   | - Themsen 35' - Schwartau 39' (pen.) - Gogorza 61' | Reporte   | - 47' Abu Farkhi - 86' Oli | Árbitro(s): Oleksii Derevinskyi         | Árbitro(s): Oleksii Derevinskyi |

| 19 de noviembre de 2024 | Albania | 0:1 (0:0) | Irlanda del Norte | Elbasan Arena, Elbasan, Albania |                              |
| 15:00                   |         | Reporte   | - 88' Graham      | Árbitro(s): Joonas Jaanovits    | Árbitro(s): Joonas Jaanovits |

### Grupo 12
País anfitrión:  Luxemburgo
| Equipo              | PJ | PG | PE | PP | GF | GC | Dif | Pts | Clasificación                  |
| ------------------- | -- | -- | -- | -- | -- | -- | --- | --- | ------------------------------ |
| Eslovenia           | 3  | 2  | 0  | 1  | 5  | 3  | +2  | 6   | Ronda élite                    |
| Luxemburgo (H)      | 3  | 1  | 1  | 1  | 5  | 5  | 0   | 4   | Ronda élite                    |
| Letonia             | 3  | 1  | 1  | 1  | 5  | 4  | +1  | 4   | Ronda élite como mejor tercero |
| Macedonia del Norte | 3  | 0  | 2  | 1  | 2  | 5  | -3  | 2   |                                |

| 9 de octubre de 2024 | Eslovaquia                 | 2:1 (1:1) | Luxemburgo      | Käerjenger Dribbel, Bascharage, Luxemburgo |                           |
| 18:00                | - Kubka 32' - Petruška 70' | Reporte   | - 26' Nürenberg | Árbitro(s): Dominik Starý                  | Árbitro(s): Dominik Starý |

| 9 de octubre de 2024 | Macedonia del Norte    | 1:1 (0:0) | Letonia         | Stade Municipal de la Ville de Differdange, Differdange, Luxemburgo |                                |
| 18:00                | - Gashtarov 76' (pen.) | Reporte   | - 60' Mickēvičs | Árbitro(s): Kristoffer Hagenes                                      | Árbitro(s): Kristoffer Hagenes |

| 12 de octubre de 2024 | Eslovaquia                                             | 3:0 (2:0) | Macedonia del Norte | Stade Jos Nosbaum, Dudelange, Luxemburgo |                             |
| 18:00                 | - Dikoš 34' (pen.) - Sinanov 38' (a.g.) - Petruška 67' | Reporte   |                     | Árbitro(s): Gustavo Correia              | Árbitro(s): Gustavo Correia |

| 12 de octubre de 2024 | Letonia                    | 2:3 (0:1) | Luxemburgo                         | Stade Municipal de la Ville de Differdange, Differdange, Luxemburgo |                           |
| 18:00                 | - Mickēvičs 50' - Bočs 76' | Reporte   | - 38', 57' Domingos - 89' Pinheiro | Árbitro(s): Dominik Starý                                           | Árbitro(s): Dominik Starý |

| 15 de octubre de 2024 | Letonia                 | 2:0 (1:0) | Eslovaquia | Käerjenger Dribbel, Bascharage, Luxemburgo |                                |
| 18:00                 | - Strods 37' - Purs 90' | Reporte   |            | Árbitro(s): Kristoffer Hagenes             | Árbitro(s): Kristoffer Hagenes |

| 15 de octubre de 2024 | Luxemburgo       | 1:1 (1:1) | Macedonia del Norte | Stade Jos Nosbaum, Dudelange, Luxemburgo |                             |
| 18:00                 | - Domingos 45+3' | Reporte   | - 8' Danev          | Árbitro(s): Gustavo Correia              | Árbitro(s): Gustavo Correia |

### Grupo 13
País anfitrión:  Croacia
| Equipo      | PJ | PG | PE | PP | GF | GC | Dif | Pts | Clasificación |
| ----------- | -- | -- | -- | -- | -- | -- | --- | --- | ------------- |
| Serbia      | 3  | 2  | 1  | 0  | 7  | 2  | +5  | 7   | Ronda élite   |
| Croacia (H) | 3  | 2  | 0  | 1  | 6  | 3  | +3  | 6   | Ronda élite   |
| Bielorrusia | 3  | 1  | 1  | 1  | 5  | 5  | 0   | 4   |               |
| Armenia     | 3  | 0  | 0  | 3  | 1  | 9  | -8  | 0   |               |

| 13 de noviembre de 2024 | Serbia                        | 2:2 (1:0) | Bielorrusia                      | Gradski stadion, Sisak, Croacia |                        |
| 12:00                   | - Cvetković 4' - Đorđević 85' | Reporte   | - 52' Simanenko - 72' Mikanovich | Árbitro(s): Damian Kos          | Árbitro(s): Damian Kos |

| 13 de noviembre de 2024 | Armenia | 0:4 (0:2) | Croacia                                        | Estadio Branko Čavlović-Čavlek, Karlovac, Croacia |                             |
| 13:00                   |         | Reporte   | - 9' Durdov - 31' Živković - 53', 60' Baždarić | Árbitro(s): Miguel Nogueira                       | Árbitro(s): Miguel Nogueira |

| 16 de noviembre de 2024 | Serbia                       | 2:0 (1:0) | Armenia | Gradski stadion, Sisak, Croacia |                        |
| 12:00                   | - Bačanin 24' - Đorđević 61' | Reporte   |         | Árbitro(s): Joey Kooij          | Árbitro(s): Joey Kooij |

| 16 de noviembre de 2024 | Croacia                            | 2:0 (1:0) | Bielorrusia | Estadio Branko Čavlović-Čavlek, Karlovac, Croacia |                        |
| 13:00                   | - Baždarić 3' - Lukić 90+8' (pen.) | Reporte   |             | Árbitro(s): Damian Kos                            | Árbitro(s): Damian Kos |

| 19 de noviembre de 2024 | Croacia | 0:3 (0:3) | Serbia                                            | Estadio Branko Čavlović-Čavlek, Karlovac, Croacia |                        |
| 13:00                   |         | Reporte   | - 6' (pen.) Cvetković - 35' Popović - 40' Ugresić | Árbitro(s): Joey Kooij                            | Árbitro(s): Joey Kooij |

| 19 de noviembre de 2024 | Bielorrusia                       | 3:1 (2:0) | Armenia       | Gradski stadion, Sisak, Croacia |                             |
| 13:00                   | - Akatov 21' - Simanenko 30', 52' | Reporte   | - 74' Batoian | Árbitro(s): Miguel Nogueira     | Árbitro(s): Miguel Nogueira |

## Mejor tercer lugar
Para determinar el mejor tercer equipo de la ronda de clasificación que avanza a la ronda élite, solo se tienen en cuenta los resultados de los terceros equipos contra los primeros y segundos equipos de su grupo.
| Pos. | Grupo | Equipo            | PJ | PG | PE | PP | GF | GC | DG | Pts | Clasificación |
| ---- | ----- | ----------------- | -- | -- | -- | -- | -- | -- | -- | --- | ------------- |
| 1    | 12    | Letonia           | 2  | 1  | 0  | 1  | 4  | 3  | +1 | 3   | Ronda élite   |
| 2    | 6     | Suiza             | 2  | 1  | 0  | 1  | 1  | 1  | 0  | 3   |               |
| 3    | 10    | Kosovo            | 2  | 1  | 0  | 1  | 4  | 7  | -3 | 3   |               |
| 4    | 3     | Bulgaria          | 2  | 0  | 1  | 1  | 2  | 3  | -1 | 1   |               |
| 5    | 9     | Estonia           | 2  | 0  | 1  | 1  | 2  | 3  | -1 | 1   |               |
| 6    | 7     | Moldavia          | 2  | 0  | 1  | 1  | 0  | 1  | -1 | 1   |               |
| 7    | 13    | Bielorrusia       | 2  | 0  | 1  | 1  | 2  | 4  | -2 | 1   |               |
| 8    | 5     | Escocia           | 2  | 0  | 1  | 1  | 0  | 1  | -1 | 1   |               |
| 9    | 1     | Kazajistán        | 2  | 0  | 0  | 2  | 1  | 4  | -3 | 0   |               |
| 10   | 2     | Chipre            | 2  | 0  | 0  | 2  | 2  | 6  | -4 | 0   |               |
| 11   | 8     | Grecia            | 2  | 0  | 0  | 2  | 0  | 4  | -4 | 0   |               |
| 12   | 11    | Irlanda del Norte | 2  | 0  | 0  | 2  | 1  | 7  | -6 | 0   |               |
| 13   | 4     | Malta             | 2  | 0  | 0  | 2  | 0  | 8  | -8 | 0   |               |

## Ronda élite
El sorteo se realizó el 5 de diciembre de 2024 a las 11:00 CET en la sede de la UEFA en Nyon, Suiza.

### Grupo 1
País anfitrión (A):  Hungría
| Equipo      | PJ | PG | PE | PP | GF | GC | Dif | Pts | Clasificación |
| ----------- | -- | -- | -- | -- | -- | -- | --- | --- | ------------- |
| Dinamarca   | 3  | 3  | 0  | 0  | 5  | 1  | +4  | 9   | Ronda final   |
| Austria     | 3  | 2  | 0  | 1  | 7  | 4  | +3  | 6   |               |
| Hungría (A) | 3  | 1  | 0  | 2  | 2  | 4  | -2  | 3   |               |
| Islandia    | 3  | 0  | 0  | 3  | 1  | 6  | -5  | 0   |               |

| 19 de marzo de 2025 | Dinamarca                                 | 2:0 (2:0) | Islandia | Bocskai stadion, Hajdúszoboszló, Hungría |                                  |
| 15:00               | - Schwartau 35' - Símonarson 45+1' (a.g.) | Reporte   |          | Árbitro(s): Mohammad Usman Aslam         | Árbitro(s): Mohammad Usman Aslam |

| 19 de marzo de 2025 | Hungría     | 1:3 (1:3) | Austria                            | Várkerti Stadion, Kisvárda, Hungría |                       |
| 16:00               | - Szabó 37' | Reporte   | - 2', 17' Adejenughure - 14' Grgic | Árbitro(s): Snir Levy               | Árbitro(s): Snir Levy |

| 22 de marzo de 2025 | Austria                                       | 3:1 (3:1) | Islandia      | Bocskai stadion, Hajdúszoboszló, Hungría |                       |
| 15:00               | - Živković 12' - Brandtner 16' - Feiner 45+1' | Reporte   | - 45' Jónsson | Árbitro(s): Snir Levy                    | Árbitro(s): Snir Levy |

| 22 de marzo de 2025 | Dinamarca     | 1:0 (0:0) | Hungría | Nyíregyházi Stadion, Nyíregyháza, Hungría |                        |
| 15:00               | - Gogorza 64' | Reporte   |         | Árbitro(s): Pavle Ilić                    | Árbitro(s): Pavle Ilić |

| 25 de marzo de 2025 | Austria     | 1:2 (0:0) | Dinamarca                  | Bocskai stadion, Hajdúszoboszló, Hungría |                                  |
| 15:00               | - Spalt 55' | Reporte   | - 70' Larsen - 74' Gogorza | Árbitro(s): Mohammad Usman Aslam         | Árbitro(s): Mohammad Usman Aslam |

| 25 de marzo de 2025 | Islandia | 0:1 (0:) | Hungría         | Várkerti Stadion, Kisvárda, Hungría |                        |
| 15:00               |          | Reporte  | - 62' Mondovics | Árbitro(s): Pavle Ilić              | Árbitro(s): Pavle Ilić |

### Grupo 2
País anfitrión (A):  Georgia
| Equipo      | PJ | PG | PE | PP | GF | GC | Dif | Pts | Clasificación |
| ----------- | -- | -- | -- | -- | -- | -- | --- | --- | ------------- |
| Montenegro  | 3  | 2  | 1  | 0  | 5  | 2  | +3  | 7   | Ronda final   |
| Polonia     | 3  | 2  | 0  | 1  | 5  | 1  | +4  | 6   |               |
| Georgia (A) | 3  | 1  | 0  | 2  | 3  | 6  | -3  | 3   |               |
| Eslovaquia  | 3  | 0  | 1  | 2  | 1  | 5  | -4  | 1   |               |

| 19 de marzo de 2025 | Montenegro  | 1:1 (1:0) | Eslovaquia     | Davit Petriashvili Stadium, Tiflis, Georgia |                             |
| 11:00               | - Adžić 16' | Reporte   | - 73' Petruška | Árbitro(s): Jovan Kachevski                 | Árbitro(s): Jovan Kachevski |

| 19 de marzo de 2025 | Polonia                                                | 3:0 (1:0) | Georgia | Estadio Mikheil Meskhi, Tiflis, Georgia |                         |
| 16:00               | - Gurgul 17' - Sznaucner 50' - Mikołajewski 54' (pen.) | Reporte   |         | Árbitro(s): Ante Čulina                 | Árbitro(s): Ante Čulina |

| 22 de marzo de 2025 | Polonia | 0:1 (0:1) | Montenegro  | Davit Petriashvili Stadium, Tiflis, Georgia |                             |
| 11:00               |         | Reporte   | - 45' Adžić | Árbitro(s): Jovan Kachevski                 | Árbitro(s): Jovan Kachevski |

| 22 de marzo de 2025 | Eslovaquia | 0:2 (0:0) | Georgia                             | Estadio Mikheil Meskhi, Tiflis, Georgia |                             |
| 16:00               |            | Reporte   | - 67' Nikolaishvili - 90' Chikovani | Árbitro(s): Sayat Karabayev             | Árbitro(s): Sayat Karabayev |

| 25 de marzo de 2025 | Eslovaquia | 0:2 (0:2) | Polonia                      | Davit Petriashvili Stadium, Tiflis, Georgia |                         |
| 16:00               |            | Reporte   | - 10' Nowakowski - 26' Rybak | Árbitro(s): Ante Čulina                     | Árbitro(s): Ante Čulina |

| 25 de marzo de 2025 | Georgia         | 1:3 (1:1) | Montenegro                             | Estadio Mikheil Meskhi, Tiflis, Georgia |                             |
| 16:00               | - Geguchadze 7' | Reporte   | - 39' Perović - 58' Camaj - 88' Kostić | Árbitro(s): Sayat Karabayev             | Árbitro(s): Sayat Karabayev |

### Grupo 3
País anfitrión (A):  República Checa
| Equipo              | PJ | PG | PE | PP | GF | GC | Dif | Pts | Clasificación |
| ------------------- | -- | -- | -- | -- | -- | -- | --- | --- | ------------- |
| Países Bajos        | 3  | 2  | 1  | 0  | 6  | 1  | +5  | 7   | Ronda final   |
| República Checa (A) | 3  | 2  | 0  | 1  | 3  | 4  | -1  | 6   |               |
| Luxemburgo          | 3  | 1  | 1  | 1  | 2  | 3  | -1  | 4   |               |
| Croacia             | 3  | 0  | 0  | 3  | 2  | 5  | -3  | 0   |               |

| 19 de marzo de 2025 | Países Bajos                  | 2:1 (1:1) | Croacia        | Městský Stadium, Blšany, República Checa |                          |
| 14:00               | - Oufkir 17' - Verkuijl 90+3' | Reporte   | - 15' Živković | Árbitro(s): Kamal Umudlu                 | Árbitro(s): Kamal Umudlu |

| 19 de marzo de 2025 | Luxemburgo | 0:2 (0:1) | República Checa | Estadio Letní, Chomutov, República Checa |                                 |
| 17:00               |            | Reporte   | - 43', 51' Rus  | Árbitro(s): Antoine Chiaramonti          | Árbitro(s): Antoine Chiaramonti |

| 22 de marzo de 2025 | Países Bajos | 0:0     | Luxemburgo | Městský Stadium, Blšany, República Checa |                                 |
| 14:00               |              | Reporte |            | Árbitro(s): Antoine Chiaramonti          | Árbitro(s): Antoine Chiaramonti |

| 22 de marzo de 2025 | República Checa | 1:0 (0:0) | Croacia | Estadio Letní, Chomutov, República Checa |                               |
| 17:00               | - Pech 75'      | Reporte   |         | Árbitro(s): Menelaos Antoniou            | Árbitro(s): Menelaos Antoniou |

| 25 de marzo de 2025 | República Checa | 0:4 (0:1) | Países Bajos                 | Estadio Letní, Chomutov, República Checa |                          |
| 17:00               |                 | Reporte   | - 7', 73', 77', 90+2' Oufkir | Árbitro(s): Kamal Umudlu                 | Árbitro(s): Kamal Umudlu |

| 25 de marzo de 2025 | Croacia       | 1:2 (0:0) | Luxemburgo                | Městský Stadium, Blšany, República Checa |                               |
| 17:00               | - Kulušić 57' | Reporte   | - 67' Brites - 77' Duarte | Árbitro(s): Menelaos Antoniou            | Árbitro(s): Menelaos Antoniou |

### Grupo 4
País anfitrión (A):  Serbia
| Equipo     | PJ | PG | PE | PP | GF | GC | Dif | Pts | Clasificación |
| ---------- | -- | -- | -- | -- | -- | -- | --- | --- | ------------- |
| Noruega    | 3  | 3  | 0  | 0  | 6  | 2  | +4  | 9   | Ronda final   |
| Serbia (A) | 3  | 1  | 1  | 1  | 5  | 5  | 0   | 4   |               |
| Bélgica    | 3  | 1  | 1  | 1  | 4  | 5  | -1  | 4   |               |
| Israel     | 3  | 0  | 0  | 3  | 5  | 8  | -3  | 0   |               |

| 19 de marzo de 2025 | Noruega                    | 2:0 (0:0) | Bélgica | Estadio Voždovac, Belgrado, Serbia |                           |
| 11:00               | - Olderheim 52' - Øren 78' | Reporte   |         | Árbitro(s): Dominik Starý          | Árbitro(s): Dominik Starý |

| 19 de marzo de 2025 | Israel                         | 2:3 (1:0) | Serbia                                       | Stadium Sportski centar Mladost, Pancevo, Serbia |                        |
| 17:00               | - Simić 12' (a.g.) - Belay 77' | Reporte   | - 57' Jovanović - 62' Simić - 90+3' Đorđević | Árbitro(s): Damian Kos                           | Árbitro(s): Damian Kos |

| 22 de marzo de 2025 | Noruega                             | 2:1 (1:0) | Israel       | Estadio Voždovac, Belgrado, Serbia |                            |
| 11:00               | - Spiten-Nysæter 35' - Ardraa 90+4' | Reporte   | - 81' Farkhi | Árbitro(s): Mihály Káprály         | Árbitro(s): Mihály Káprály |

| 22 de marzo de 2025 | Serbia         | 1:1 (1:0) | Bélgica       | Stadium Sportski centar Mladost, Pancevo, Serbia |                           |
| 17:00               | - Jovanović 2' | Reporte   | - 53' Musuayi | Árbitro(s): Dominik Starý                        | Árbitro(s): Dominik Starý |

| 25 de marzo de 2025 | Serbia        | 1:2 (1:1) | Noruega                       | Stadium Sportski centar Mladost, Pancevo, Serbia |                        |
| 17:00               | - Popović 43' | Reporte   | - 37', 90+4' (pen.) Olderheim | Árbitro(s): Damian Kos                           | Árbitro(s): Damian Kos |

| 25 de marzo de 2025 | Bélgica                               | 3:2 (2:1) | Israel                  | Estadio Voždovac, Belgrado, Serbia |                            |
| 17:00               | - Furo 37' - Buggea 42' - Musuayi 80' | Reporte   | - 30' Zoabi - 76' Belay | Árbitro(s): Mihály Káprály         | Árbitro(s): Mihály Káprály |

### Grupo 5
País anfitrión (A):  Italia
| Equipo     | PJ | PG | PE | PP | GF | GC | Dif | Pts | Clasificación |
| ---------- | -- | -- | -- | -- | -- | -- | --- | --- | ------------- |
| España     | 3  | 2  | 1  | 0  | 8  | 4  | +4  | 7   | Ronda final   |
| Italia (A) | 3  | 1  | 2  | 0  | 5  | 3  | +2  | 5   |               |
| Francia    | 3  | 1  | 0  | 2  | 3  | 5  | -2  | 3   |               |
| Letonia    | 3  | 0  | 1  | 2  | 3  | 7  | -4  | 1   |               |

| 19 de marzo de 2025 | España                   | 2:1 (1:1) | Francia      | Estadio San Vito-Gigi Marulla, Cosenza, Italia |                           |
| 14:00               | - Martín 9' - Aguado 55' | Reporte   | - 44' Bouneb | Árbitro(s): Antoni Bandić                      | Árbitro(s): Antoni Bandić |

| 19 de marzo de 2025 | Italia        | 1:1 (:0) | Letonia      | Estadio Ezio Scida, Crotone, Italia |                          |
| 17:00               | - Ekhator 28' | Reporte  | - 87' Joksts | Árbitro(s): Zorbay Küçük            | Árbitro(s): Zorbay Küçük |

| 22 de marzo de 2025 | Francia                            | 2:1 (0:1) | Letonia       | Centro Sportivo Real Cosenza, Cosenza, Italia |                           |
| 14:00               | - Detourbet 76' - Gomis 86' (pen.) | Reporte   | - 34' Ivulāns | Árbitro(s): Bulat Sariyev                     | Árbitro(s): Bulat Sariyev |

| 22 de marzo de 2025 | Italia                     | 2:2 (1:1) | España                                | Stadio Nicola Ceravolo, Catanzaro, Italia |                          |
| 17:00               | - Liberali 29' (pen.), 84' | Reporte   | - 17' Monserrate - 89' (pen.) Cordero | Árbitro(s): Zorbay Küçük                  | Árbitro(s): Zorbay Küçük |

| 25 de marzo de 2025 | Francia | 0:2 (0:1) | Italia                      | Stadio Nicola Ceravolo, Catanzaro, Italia |                           |
| 15:00               |         | Reporte   | - 24' Camarda - 50' Ekhator | Árbitro(s): Antoni Bandić                 | Árbitro(s): Antoni Bandić |

| 25 de marzo de 2025 | Letonia       | 1:4 (0:2) | España                                                  | Centro Sportivo Real Cosenza, Cosenza, Italia |                           |
| 15:00               | - Ivulāns 75' | Reporte   | - 13' Díaz - 15' Marcos - 89' Pastor - 90' Huestamendia | Árbitro(s): Bulat Sariyev                     | Árbitro(s): Bulat Sariyev |

### Grupo 6
País anfitrión (A):  Alemania
| Equipo       | PJ | PG | PE | PP | GF | GC | Dif | Pts | Clasificación |
| ------------ | -- | -- | -- | -- | -- | -- | --- | --- | ------------- |
| Alemania (A) | 3  | 3  | 0  | 0  | 5  | 1  | +4  | 9   | Ronda final   |
| Eslovenia    | 3  | 1  | 1  | 1  | 3  | 4  | -1  | 4   |               |
| Finlandia    | 3  | 1  | 0  | 2  | 5  | 4  | +1  | 3   |               |
| Irlanda      | 3  | 0  | 1  | 2  | 1  | 5  | -4  | 1   |               |

| 19 de marzo de 2025 | Finlandia                             | 3:0 (1:0) | Irlanda | Sportzentrum Windmühlenberg, Wolfsburgo, Alemania |                               |
| 11:00               | - Siltanen 4' - Nzoko 55' - Mentu 66' | Reporte   |         | Árbitro(s): Mervan Bejtullahu                     | Árbitro(s): Mervan Bejtullahu |

| 19 de marzo de 2025 | Alemania                     | 2:0 (2:0) | Eslovenia | Am Drömlingstadion, Wolfsburgo, Alemania |                            |
| 15:00               | - Darvich 4' - Moerstedt 16' | Reporte   |           | Árbitro(s): Patrik Kolarić               | Árbitro(s): Patrik Kolarić |

| 22 de marzo de 2025 | Irlanda             | 1:1 (1:1) | Eslovenia   | Sportzentrum Windmühlenberg, Wolfsburgo, Alemania |                               |
| 11:00               | - Dillon 45' (pen.) | Reporte   | - 8' Šerbec | Árbitro(s): Mervan Bejtullahu                     | Árbitro(s): Mervan Bejtullahu |

| 22 de marzo de 2025 | Alemania                   | 2:1 (1:1) | Finlandia         | GWG-Stadion Flutmulde, Gifhorn, Alemania |                               |
| 15:00               | - Wätjen 10' - Darvich 58' | Reporte   | - 28' Lähteenmäki | Árbitro(s): Henrik Nalbandyan            | Árbitro(s): Henrik Nalbandyan |

| 25 de marzo de 2025 | Irlanda | 0:1 (0:1) | Alemania      | Am Drömlingstadion, Wolfsburgo, Alemania |                               |
| 15:00               |         | Reporte   | - 5' Herwerth | Árbitro(s): Henrik Nalbandyan            | Árbitro(s): Henrik Nalbandyan |

| 25 de marzo de 2025 | Eslovenia               | 2:1 (1:0) | Finlandia     | GWG-Stadion Flutmulde, Gifhorn, Alemania |                            |
| 15:00               | - Brdik 44' - Grlić 78' | Reporte   | - 90+2' Helén | Árbitro(s): Patrik Kolarić               | Árbitro(s): Patrik Kolarić |

### Grupo 7
País anfitrión (A):  Gales
| Equipo     | PJ | PG | PE | PP | GF | GC | Dif | Pts | Clasificación |
| ---------- | -- | -- | -- | -- | -- | -- | --- | --- | ------------- |
| Inglaterra | 2  | 1  | 1  | 0  | 2  | 0  | +2  | 4   | Ronda final   |
| Portugal   | 2  | 1  | 1  | 0  | 3  | 2  | +1  | 4   |               |
| Turquía    | 2  | 0  | 2  | 0  | 2  | 2  | 0   | 2   |               |
| Gales (A)  | 2  | 0  | 0  | 2  | 0  | 3  | -3  | 0   |               |

| 19 de marzo de 2025 | Portugal                 | 2:2 (0:1) | Turquía                          | Colegio Cambria Deeside, Connah's Quay, Gales |                               |
| 12:00               | - Martins 49' - Neto 80' | Reporte   | - 41' (pen.) Ertürk - 47' Korkut | Árbitro(s): Christos Vergetis                 | Árbitro(s): Christos Vergetis |

| 19 de marzo de 2025 | Gales | 0:2 (0:0) | Inglaterra                  | Estadio Bangor City, Bangor, Gales |                              |
| 20:00               |       | Reporte   | - 57' Wheatley - 84' Mheuka | Árbitro(s): Granit Maqedonci       | Árbitro(s): Granit Maqedonci |

| 22 de marzo de 2025 | Inglaterra | 0:0     | Turquía | Colegio Cambria Deeside, Connah's Quay, Gales |                              |
| 12:00               |            | Reporte |         | Árbitro(s): Granit Maqedonci                  | Árbitro(s): Granit Maqedonci |

| 22 de marzo de 2025 | Portugal    | 1:0 (0:0) | Gales | Belle Vue, Rhyl, Rhyl, Gales |                            |
| 18:00               | - Silva 68' | Reporte   |       | Árbitro(s): Edgars Maļcevs   | Árbitro(s): Edgars Maļcevs |

| 25 de marzo de 2025 | Inglaterra | 1:0     | Portugal | Colegio Cambria Deeside, Connah's Quay, Gales |                            |
| 20:00               | - Rigg 9'  | Reporte |          | Árbitro(s): Edgars Maļcevs                    | Árbitro(s): Edgars Maļcevs |

| 25 de marzo de 2025 | Turquía      | 1:3     | Gales                                   | Belle Vue, Rhyl, Rhyl, Gales  |                               |
| 20:00               | - Başkan 43' | Reporte | - Issaka 3' - Biancheri 67' - Myles 82' | Árbitro(s): Christos Vergetis | Árbitro(s): Christos Vergetis |